# The Next Episode
The Next Episode – singiel amerykańskiego rapera Dr. Dre. Utwór pochodzi z albumu 2001. Gościnnie występują Kurupt, Snoop Dogg i Nate Dogg. Do singla powstał teledysk.

## Lista utworów
1. "The Next Episode" (LP version) – 2:42
2. "Bad Guys Always Die" (featuring Eminem) – 4:38
3. "The Next Episode" (instrumental) – 2:43